# Рабл и екипа
Рабл и екипа је канадска компјутерски анимирана дечија телевизијска серија и спиноф Spin Master-овог бренда Патролне шапе. Продуцирана је од стране Spin Master Entertainment-а, са анимацијом Jam Filled Toronto-а. Corus Entertainment такође добија заслугу за продукцију серије.
За разлику од оригиналне серије која се у Канади емитује на TVO, Рабл и екипа се емитује на Treehouse TV и StackTV. Оба сервиса су у поседу копродуцента спинофа, Corus Entertainment-а. Прва епизода серије је објављена на званичном Јутјуб каналу Рабл и екипа, 9. јануара 2023, праћена премијером на Никелодиону у Сједињеним Државама 3. фебруара те године.

## Радња
Док је на породичном окупљању у Заливу Пустоловина, Рабла у суседни градић, Зидарска Увала, позива сестра градоначелнице Гудвеј, градоначелница Добрић, да помогне у грађевинским пројектима. Након зидања моста ка Зидарској Ували, Рабл предложи својој породици да се преселе у Зидарску Увалу, где оснивају грађевинску фирму по имену Рабл и екипа, која ради из Лавежишта. Рабл и екипа помажу проширењу Зидарске Увале поправком грађевина, и прављењем нових за разне власнике док се надмећу са ривалским грађевинским радником по имену Мајстор Брзић.

## Ликови

### Рабл и екипа
- Рабл (глас позајмио Лакстон Хандспикер) је 5-годишњи енглески булдог и члан Патролних шапа који постаје оснивач и вођа фирме Рабл и екипа. Он се вози у булдожеру са багерским грабљама. Хандспикер је претходно позајмљивао глас Рексу из подсерије Дино спасавање у 7. сезони, и замењује Лисјена Данкан-Рида из оригиналне серије.
- Микс (глас позајмила Шазде Кападија) је енглески булдог и једна од Раблових рођака, ипак можда дође до забуне да су сестра и брат, пошто су исте расе булдога. Она врши мешање ствари које су повезане са грађевином попут бетона, фарбе, цемента, и лепка. Она се вози у камиону мешалици, који може да се прилагоди фарби, цементу, бетону, сапуници, води и асфалту.
- Моћко (глас позајмио Алесандро Пуђото) је француски булдог и један од Раблових рођака. Он врши копање за грађевинске пројекте. Он користи протезу задње леве ноге и вози се у дизалици са златним витлом и стабилизером за тешка оптерећења. Моћку се "Ју-ју-јури" када је узбуђен, за шта је потребно да му сви дају простора јер трчи веома брзо. Он је први лик ексклузиван за спиноф, који се појављује у главној серији, у деветој сезони у епизоди "Charger Visits the Pups".
- Точкић (глас позајмио Лијам Макена) је поинтер и један од Раблових рођака. Он је чистунац и бави се свиме што је практично. Он се вози у самоистоваривачу, који користи да носи ископану земљу и различите грађевинске  залихе, са увлачећим деловима чистача улица за послове чишћења. Он је једини члан који није булдог.
- Мотор (глас позајмила Алберта Болан) је мајоршки булдог која је Раблова најмлађа рођака и најмлађа чланица Рабла и екипе. Она ради и бави се разбијањем, потребним за грађевинске пројекте, као и повременим пројектима поплочавања. Због својих година, Мотор говори у трећем лицу. Она се такође и вози у возилу које је хибрид дизалице са куглом за рушење и ваљка.
- Тетка Кран (глас позајмила Сабрина Џејлис) је континентални будог која је тетка Раблу и његовим рођацима и Моторина мајка. Она ради у магацину у Лавежишту и вози се у виљушкару.
- Дека Шљунко (глас позајмио Мартин Роуч) је серано булдог који је Кранин отац и деда Раблу и његовим рођацима. Он се вози у камиону за храну где спрема грануле за своју породицу.

### Споредни ликови
- Градоначелница Добрић (глас позајмила Лесли Адлам) је градоначелница Зидарске Увале са каскадерском личношћу. Она је сестра градоначелнице Гудвеј и поседује мотоцикл са приколицом. Епизода "Екипа прави пљус парк" открива да је она сертификовани спасилац. 
  - Г. Паткоња је љубимац патка глувара градоначелнице Добрић, који такође има каскадерску личност. Кад она вози мотоцикл, Г. Паткоња се вози у приколици.
- Мајстор Брзић (глас позајмио Кори Доран) је грађевински радник који постаје ривал Рабл и екипе. Он ради брзо, али даје катастрофалне резултате.
  - Г. Меккорњача (глас позајмио Кори Доран) је љубимац корњача Мајстора Брзића који најчешће говори "Важилић". Мајстор Брзић га понекад носи пошто је спор.
- Омар (глас позајмио Дејвен Мак) је мушкарац који је један од нових људи који су се преселили у Зидарску Увалу и ради као њен поштар. Његов мото након свирања казуа је "Немојте бринути, Омар ће Вашу пошту донети".
- Џунипер (глас позајмила Жозет Хорхе) је чувар пешачког прелаза и Омарова жена.
- Лукас (глас позајмио Хаустен Дагиги) је Омаров и Џуниперин син.
- Лили (глас позајмила Микајла Сваминатан) је Омарова ћерка и Лукасова млађа сестра.
- Продавац Шели (глас позајмио Џонатан Лангдон) је власник продавнице бицикала, у Зидарској Ували, као и цвећаре. Његову продавницу бицикала су проширили Рабл и екипа како би могао да продаје више бицикала. У "Екипа реновира кућу", његова кућа је била далеко од продавнице бицикала док је Рабл и екипа нису приближили.
- Камила (глас позајмила Палома Нуњез) је возач камиона и достављачица која доставља предмете из свог камиона свуда по Зидарској Ували. Она је такође и сертификовани пилот, кад се ради о доставама које су превелике за камион, и такође ради на броду за доставе путем воде.
- Кафе Карл (глас позајмио Џонатан Тан) је добављал сладоледа који постаје власник сладолеџинице коју су Рабл и екипа изградили за њега. Такође се показало да је постао и власник других бизниса у Зидарској Ували попут ресторана сира по имену Café Cheesy Pleasy и кокица-кафеа.
- Продавац Габријел (глас позајмио Ендру Тот) је власник бакалнице који често узвикује.
- Сијера Искрица (глас позајмила Микела Лучи) је поп музичка и ћерка продавца Габријела која живи са мамом, неколико градова од Зидарске Увале.
- Фармерка Зои (глас позајмила Кристал Медоуз) је новопечена фармерка која се доселила у Зидарску Увалу. Када сазна нешто ново о фарми, запише то на папир који јој је на бележници. 
  - Тартуфка је љубимац прасица фармерке Зои са којом се Точкић спријатељује.
- Хенк Чекић (глас позајмио Дру Скот) је телевизијски водитељ емисије о реновирању "Хенк Чекић, кућни помоћник".
- Ривер (глас позајмили Чиханг Ма) је скејтбордер који се скоро доселио у Зидарску Увалу са својом породицом. Он је стручни фотограф који фотографише користећи камерафон. Ривер је први небинарни лик у серији.
- Ренџерка парка Ружа (глас позајмила Офира Калоф) је параплегична и енергична ренџерка парка чија теренска колица имају специјалне гуме које јој омогућавају да се лако креће по стазама у природи. Она је знатижељна по питању свега што је из природе.

### Повратни ликови
Следећи ликови из оргиналне серије Патролне шапе, имали су специјална повратна појављивања у спинофу.
- Рајдер (глас позајмио Кај Харис) је 10-годишњи вођа Патролних шапа који се састаје са Раблом и упознаје његову породицу на породичном окупљању. Прво се појављује у епизоди "Екипа гради мост".
- Градоначелница Гудвеј (глас позајмила Ким Робертс) је градоначелница Залива Пустоловина и сестра градоначелнице Добрић, која позива Рајдера пошто јој треба сестрина помоћ да ангажује Рабла и његову породицу. Прво се појављује у "Екипа гради мост".
  - Чикилета је љубимац кокошка градоначелнице Гудвеј. Прво се појављује у "Екипа гради светионик".
- Маршал (глас позајмио Кристијан Корао) је смотан али способан 6-годишњи далматинац и члан Патролних шапа који служи као пас ватрогасац. Прво се појављује у "Екипа и Маршал праве ватрогасну станицу", где проверава ватрогасну станицу коју су Рабл и екипа саградили.
- Капетан Турбот (глас позајмио Рон Пардо) је капетан брода и морски биолог у Заливу Пустоловина, који је један од најближих пријатеља и најчешћих позивалаца Патролних шапа. Прво се појављује у "Екипа гради светионик", где транспортује градоначелницу Гудвеј и Чикилету у Зидарску Увалу.
- Чејс (глас позајмио Лук Диц) је 7-годишњи немачки овчар који служи као куца полицајац и другокомандујући код Патролних шапа. Прво ће се појавити у  "The Crew and Chase are on the Case".

## Улоге
| Улога                     | Оригинални глас    | Српски глас                                                                                             |
| ------------------------- | ------------------ | --- |
| Рабл                      | Лакстон Хандспикер | Виктор Мајер                                                                                            |
| Микс                      | Шазде Кападија     | Ивона Аливојводић Мина Ивановић                                                                         |
| Моћко                     | Алесандро Пуђото   | Стефан Филиповић                                                                                        |
| Точкић                    | Лијам Макена       | Огњан Арсенијевић                                                                                       |
| Мотор                     | Алберта Болан      | Петра Семиз                                                                                             |
| Тетка Кран                | Сабрина Џејлис     | Милена Моравчевић                                                                                       |
| Дека Шљунко               | Мартин Роуч        | Александар Глигорић                                                                                     |
| Градоначелница Добрић     | Лесли Адлам        | Снежана Нешковић                                                                                        |
| Мајстор Брзић             | Кори Доран         | Марко Марковић                                                                                          |
| Г. МекКорњача             | Кори Доран         | Лако Николић                                                                                            |
| Омар                      | Дејвен Мак         | Немања Живковић                                                                                         |
| Џунипер                   | Жозет Хорхе        | Јована Цавнић                                                                                           |
| Лукас                     | Хаустен Дагиги     | Лазар Перишић                                                                                           |
| Лили                      | Микајла Сваминатан | Мина Ивановић Ива Мајер                                                                                 |
| Продавац Шели             | Џонатан Лангдон    | Милош Ђуричић                                                                                           |
| Камила                    | Палома Нуњез       | Маријана Живановић                                                                                      |
| Кафе Карл                 | Џонатан Тан        | Милан Антонић                                                                                           |
| Продавац Габријел         | Ендру Тот          | Милан Тубић                                                                                             |
| Сијера Искрица            | Микела Лучи        | Јана Пауновић                                                                                           |
| Ренџерка Ружа             | Офира Калоф        | Ања Орељ                                                                                                |
| Супер врцкава веверица    | Жозет Хорхе        | Мина Ивановић                                                                                           |
| Ривер                     | Чиханг Ма          | Ана Поповић                                                                                             |
| Фармерка Зои              | Кристал Медоуз     | Марија Стокић                                                                                           |
| Хенк Чекић                | Дру Скот           | Лако Николић                                                                                            |
| Рајдер                    | Кај Харис          | Марија Стокић                                                                                           |
| Чејс                      | Лук Диц            | Милан Тубић                                                                                             |
| Маршал                    | Кристијан Корао    | Јована Чуровић                                                                                          |
| Градоначелница Гудвеј     | Ким Робертс        | Ана Кораћ                                                                                               |
| Капетан Турбот            | Рон Пардо          | Милош Дашић                                                                                             |
| Тренер Карима             | Ани Сани           | Маријана Живановић                                                                                      |
| Инспекторка Инез          | Палома Нуњез       | Јована Цавнић                                                                                           |
| Становници Зидарске Увале |                    | Ирина Арсенијевић Милош Ђуричић Марко Јакшић Валентина Павличић Сања Поповић Ивана Тењовић Марко Ћурчић |
| Уводна песма              | Sqvare             | Виктор Влајић                                                                                           |
| Нарација                  | /                  | Милан Тубић                                                                                             |

## Продукција
ТВ серија је наручена након успеха Патролних шапа: Филм, са тиме да се фокусира на једну од главних куца из серије. 24. марта 2022, објављено је да ће се спиноф серија фокусирати на Рабла. 27. јула 2023, серија је обновљена за другу сезону од 26 епизода.